# Frankenstein, Kaiserslautern
Frankenstein là một đô thị ở huyện Kaiserslautern, bang Rheinland-Pfalz, phía tây nước Đức. Đô thị Frankenstein, Kaiserslautern có diện tích 13,82 km².